# Curling-Mixed-Doubles-Weltmeisterschaft
Die Curling-Mixed-Doubles-Weltmeisterschaft ist ein jährlich stattfindendes Turnier, um die besten Curling-Mixed-Doubles-Teams zu ermitteln. Die Nationalmannschaften bestehen je aus einer Spielerin und einem Spieler. Die ersten, offiziell vom Weltverband World Curling Federation (WCF) organisierten, Welttitelkämpfe fanden vom 8. bis 16. März 2008 im finnischen Vierumäki statt.
Der erste WM-Titel ging an die Schweiz, die mit sieben Erfolgen auch Rekordweltmeister ist.

## Turniere
| Nr. | Jahr         | Austragungsort    | Gold               | Silber              | Bronze              |
| --- | ------------ | ----------------- | ------------------ | ------------------- | ------------------- |
| 1   | 2008 Details | Vierumäki         | Schweiz            | Finnland            | Schweden            |
| 2   | 2009 Details | Cortina d’Ampezzo | Schweiz            | Ungarn              | Kanada              |
| 3   | 2010 Details | Tscheljabinsk     | Russland           | Neuseeland          | Volksrepublik China |
| 4   | 2011 Details | Saint Paul        | Schweiz            | Russland            | Frankreich          |
| 5   | 2012 Details | Erzurum           | Schweiz            | Schweden            | Österreich          |
| 6   | 2013 Details | Fredericton       | Ungarn             | Schweden            | Tschechien          |
| 7   | 2014 Details | Dumfries          | Schweiz            | Schweden            | Spanien             |
| 8   | 2015 Details | Sotschi           | Ungarn             | Schweden            | Norwegen            |
| 9   | 2016 Details | Karlstad          | Russland           | Volksrepublik China | Vereinigte Staaten  |
| 10  | 2017 Details | Lethbridge        | Schweiz            | Kanada              | Volksrepublik China |
| 11  | 2018 Details | Östersund         | Schweiz            | Russland            | Kanada              |
| 12  | 2019 Details | Stavanger         | Schweden           | Kanada              | Vereinigte Staaten  |
| 13  | 2020 Details | Kelowna           |                    |                     |                     |
| 14  | 2021 Details | Aberdeen          | Schottland         | Norwegen            | Schweden            |
| 15  | 2022 Detalis | Genf              | Schottland         | Schweiz             | Deutschland         |
| 16  | 2023 Detalis | Gangneung         | Vereinigte Staaten | Japan               | Norwegen            |
| 17  | 2024 Detalis | Östersund         | Schweden           | Estland             | Norwegen            |

## Medaillenspiegel
Nach 14 Weltmeisterschaften
| Platz  | Land                | Gold | Silber | Bronze | Total |
| ------ | ------------------- | ---- | ------ | ------ | ----- |
| 1      | Schweiz             | 7    | 1      | –      | 8     |
| 2      | Russland            | 2    | 2      | –      | 4     |
| 3      | Ungarn              | 2    | 1      | –      | 3     |
| 4      | Schottland          | 2    | 0      | 0      | 2     |
| 5      | Schweden            | 2    | 4      | 2      | 7     |
| 6      | Vereinigte Staaten  | 1    | -      | 2      | 3     |
| 7      | Japan               | -    | 1      | -      | 1     |
| 8      | Kanada              | -    | 2      | 2      | 4     |
| 9      | Volksrepublik China | –    | 1      | 2      | 3     |
| 10     | Norwegen            | –    | 1      | 3      | 4     |
| 11     | Finnland            | –    | 1      | –      | 1     |
| 12     | Neuseeland          | –    | 1      | –      | 1     |
| 13     | Estland             | –    | 1      | –      | 1     |
| 14     | Österreich          | –    | –      | 1      | 1     |
|        | Frankreich          | –    | –      | 1      | 1     |
|        | Spanien             | –    | –      | 1      | 1     |
|        | Tschechien          | –    | –      | 1      | 1     |
|        | Deutschland         | –    | –      | 1      | 1     |
| Gesamt | Gesamt              | 16   | 16     | 16     | 47    |